# 拉阿塔拉亚
拉阿塔拉亚（西班牙語：La Atalaya）是西班牙卡斯蒂利亚-莱昂萨拉曼卡省的一个市镇。 总面积24平方公里，总人口155人（2001年），人口密度6人/平方公里。